# 2531 Cambridge
2531 Cambridge là một tiểu hành tinh vành đai chính với chu kỳ quỹ đạo là 1905.3683966 ngày (5.22 năm).
Tiểu hành tinh được phát hiện ngày 11 tháng 6 năm 1980 bởi Edward L. G. Bowell.